# Vanja Spirin
Vanja Spirin (Zagreb,  28. svibnja 1963.), hrvatski pisac znanstvene fantastike.

## Životopis
Autor je prvog hrvatskog fantasy romana "Blago bogova" i jedan od pionira pisanja po narudžbi (copywritinga) kao profesije. Pisao je ZF priče za Radio Zagreb, Futuru i SFerine godišnje zbirke; nekoliko mu je pjesama objavljeno u časopisu Quorum.
Do sada je objavio devet knjiga. Priče su mu objavljivane u raznim antologijama i novinama, Moje pivo, Jutarnji list, godišnje zbirke Festivala fantastične književnosti, Regia fantastica i Aleph. Osim književnosti bavio se pisanjem kolumni u časopisu "Futura" te portalima T-com i Arte Turjen, pisanjem kao ghostwriter i scenarist te kao dugogodišnji televizijski pisac promotivnih tekstova za TV kuće RTL i HRT. Njegova druga knjiga "Hrvatski mitovi i legende" je lektira u osnovnoj školi i ispitna literatura na odjelu za Etnologiju Filozofskog fakulteta u Zagrebu. Završio je MPA, Akademiju glazbene produkcije i bavi se sviranjem, obradom tona, produkcijom te filmskom i ambijentalnom glazbom u sklopu projekta Joseph Around Our Lady. U suradnji s Ministarstvom kulture i medija RH napravio je audio serije Smrtonosna mizija i Hangrap i Drobhila po istoimenim knjigama, kroz projekt digitalne prilagodbe (Youtube).

## Nagrade i priznanja
- Za priču Nimfa dobio je 2001. hrvatsku ZF nagradu SFERA.
- Roman "Junker´s i Vailiant protiv sila tame" nagrađen je za najbolju europsku naslovnicu 2017., a dobio je i književnu nagradu "Artefakt" za najbolji roman spekulativne fikcije u 2017. godini.

## Knjige
Do sada je objavio sljedeće knjige: 
- Hangrap i Drobhila, starohmirijski ep (satira na temu mitologije)
- Hrvatski mitovi i legende (mitologija),[3] ispitna literatura na odjelu za Etnologiju Filozofskog fakulteta u Zagrebu[4]
- Blago bogova (fantastika)
- Junačke zgode Junker´s i Vailianta (humorna fantastika)
- "Treći nos" (literarna fantastika/misterija)
- "Smrtonosna mizija i druge priče" (humorna znanstvena fantastika)
- "Junker´s i Vailiant protiv sila tame" (humorna fantastika)
- "Plavuše za neznalice" (humorni putopis)
- "Od ovaca do zvijezda" (zbirka priča, fantastika)
- "Sjene skrivenih duša" (literarna fantastika/misterija)

## Vanjske poveznice
- Vanja Spirin, HDP  Arhivirana inačica izvorne stranice od 18. ožujka 2010. (Wayback Machine)
- http://vanja-spirin.from.hr/